# Weu Bada
Weu Bada is een bestuurslaag in het regentschap Aceh Besar van de provincie Atjeh, Indonesië. Weu Bada telt 508 inwoners (volkstelling 2010).